# Midway (hrabstwo Santa Rosa)
Midway – jednostka osadnicza w Stanach Zjednoczonych, w stanie Floryda, w hrabstwie Santa Rosa.